# Clubiona kapataganensis
Clubiona kapataganensis là một loài nhện trong họ Clubionidae.
Loài này thuộc chi Clubiona. Clubiona kapataganensis được Alberto Barrion & James A. Litsinger miêu tả năm 1995.